# Heteragrion inca
Heteragrion inca – gatunek ważki z rodziny Heteragrionidae. Występuje na terenie Ameryki Południowej.